# In a Word
In A Word es una canción de la banda de Rock Toto de su álbum Toto XX, que iba a ser incluida en el álbum de 1986 Fahrenheit pero solo fue lanzado en el lado B del sencillo I'll Be over you. Fue escrita por Jeff Porcaro, Mike Porcaro, Steve Porcaro y Steve Lukather.

## Personal
- Mike Porcaro: Bajo
- Joseph Williams: Vocales
- David Paich: Teclados, Coros
- Steve Porcaro: Teclados
- Jeff Porcaro: Batería, Percusión
- Steve Lukather: Guitarras, Coros

- Datos: Q6447842